# Skohylla

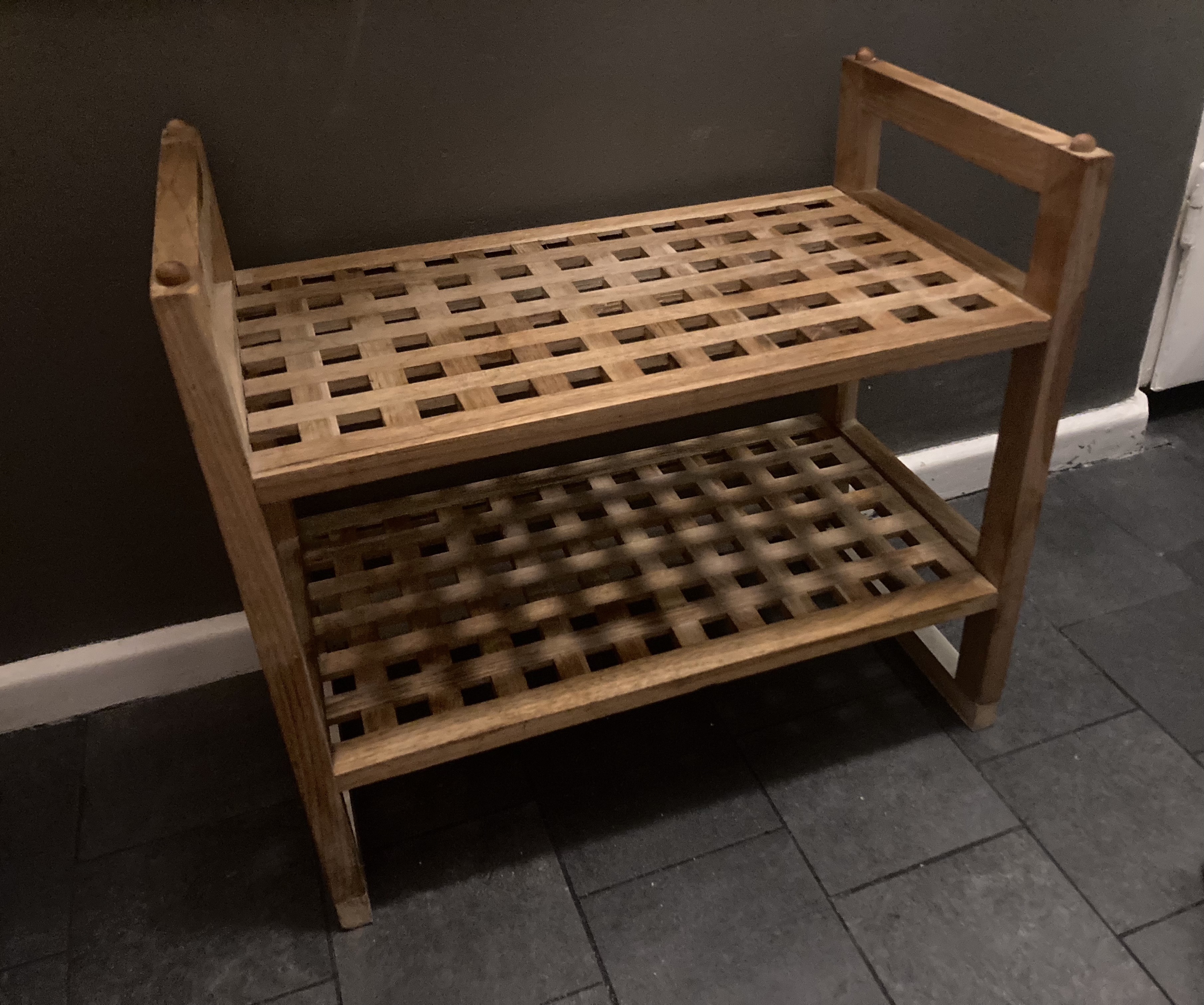
En hemsnickrad skohylla med plats för fyra par skor.

En skohylla är en möbel som ofta finns i hallen i boenden, i syfte att komplettera en dörrmatta eller hålla ordning på skor. Inte sällan ställs skohyllan under hatthyllan i hallens möblering.
En känd formgivare av skohyllor är Gunnar Bolin. IKEA har haft skohyllor i sitt sortiment sedan 1950, om inte tidigare.